# TI-84 Plus

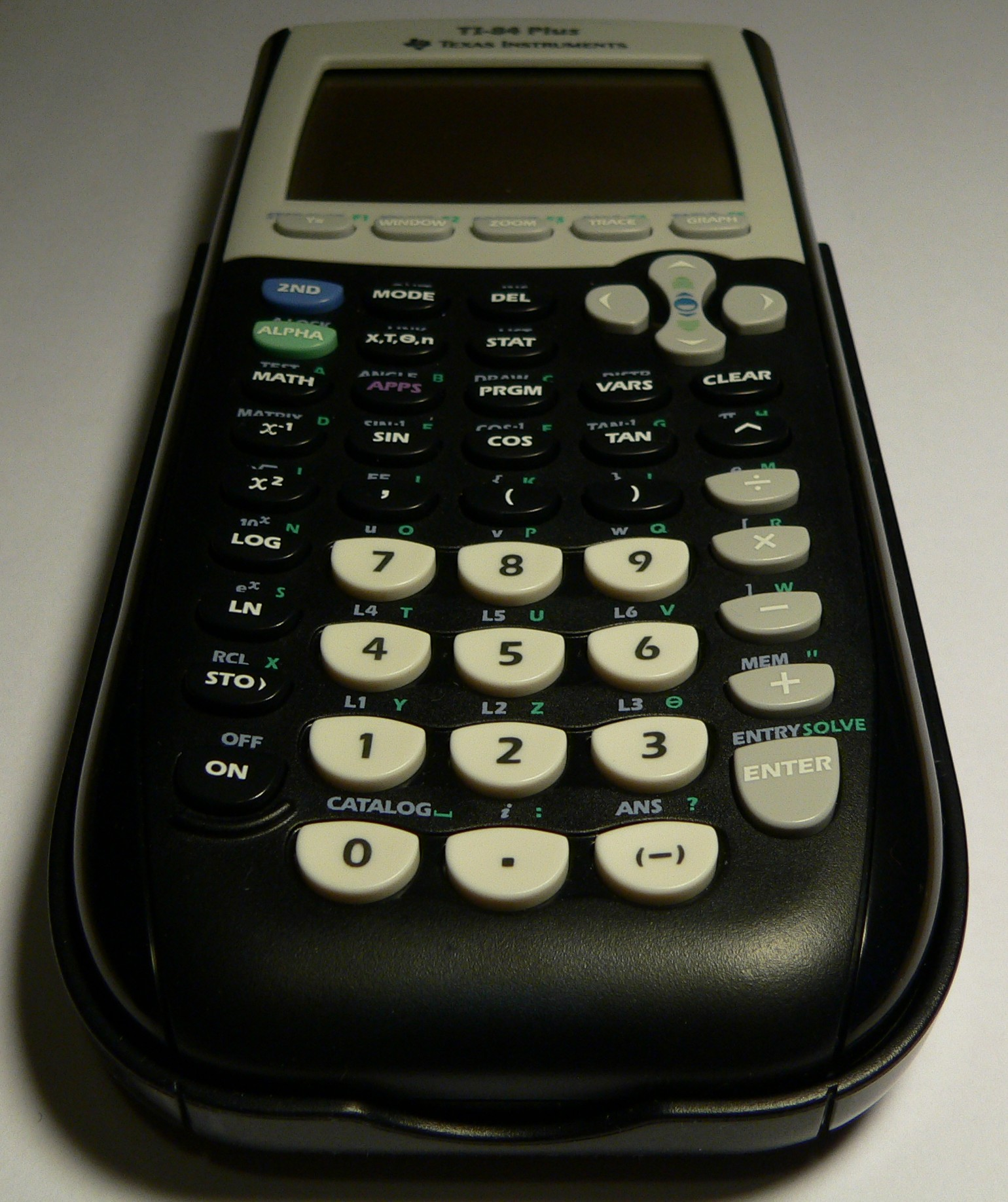
TI-84 Plus

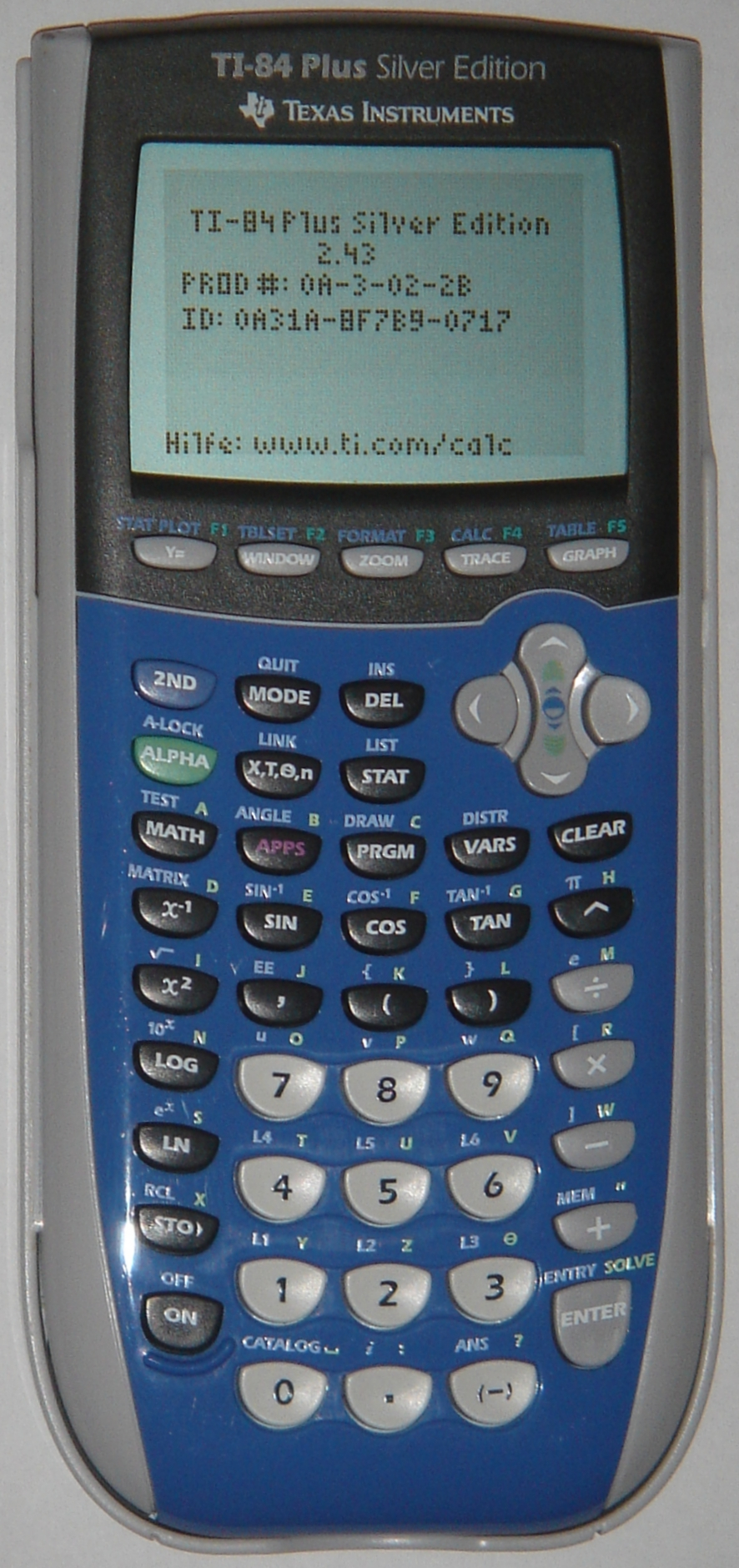
TI-84 Plus Silver Edition mit blauem Cover

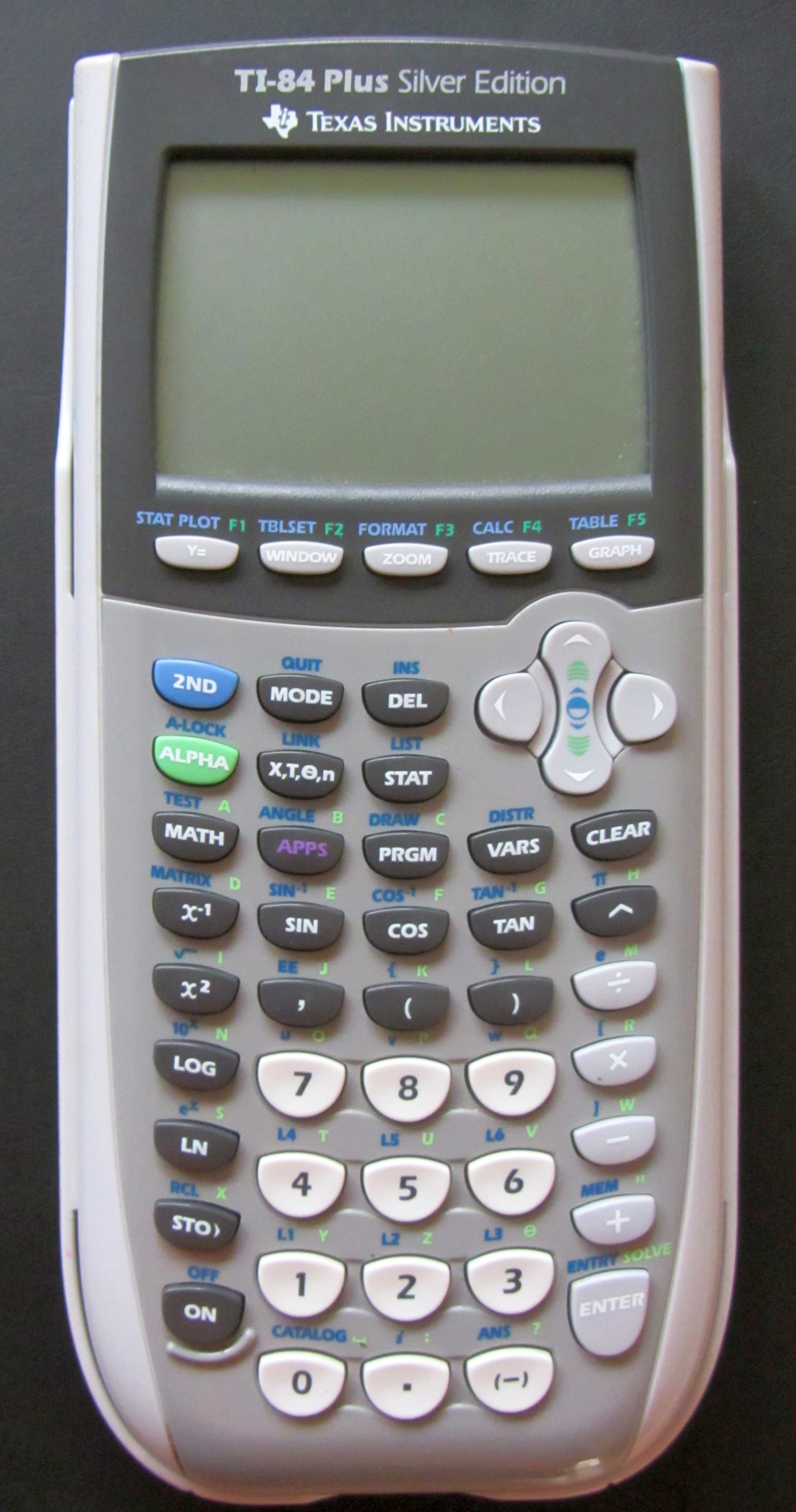
TI-84 Plus Silver Edition mit grauem Cover

Der TI-84 Plus ist ein grafikfähiger Taschenrechner des amerikanischen Halbleiter- und Elektronikkonzerns Texas Instruments.

## Geschichte und Eigenschaften
Das erste Modell wurde 2004 auf den Markt gebracht. Den üblichen Namenskonventionen von Texas Instruments zufolge bezeichnet „Plus“, dass ein Flash-ROM-Speicher eingebaut ist. Der TI-84 Plus ist der Nachfolger des TI-83 Plus (1999) und ist mit jedem TI-83-Plus-Programm kompatibel, besitzt jedoch beinahe die dreifache Speicherkapazität (in der Variante „Silver Edition“ sogar mehr als neunmal so viel).
Der TI-84 Plus sowie der TI-84 Plus Silver Edition besitzen beide einen mit 15 MHz getakteten Prozessor „Zilog Z80“.
Die nachfolgende Tabelle zeigt die technischen Eigenschaften des Ti-84 im Vergleich zu TI-83.
|                        | TI-83                  | TI-83 Plus             | TI-83 Plus Silver Edition | TI-84 Plus          | TI-84 Plus Silver Edition | TI-84 Plus C Silver Edition | TI-84 Plus CE/ TI-84 Plus CE-T |
| Prozessor              | Zilog Z80              | Zilog Z80              | Zilog Z80                 | Zilog Z80           | Zilog Z80                 | Zilog Z80                   | Zilog eZ80                     |
| Taktfrequenz           | 6 MHz                  | 6 MHz                  | 15 MHz                    | 15 MHz              | 15 MHz                    | 15 MHz                      | 48 MHz                         |
| RAM, gesamt            | 32 KiB                 | 32 KiB                 | 128 KiB                   | 48/128 KiB a        | 48/128 KiB a              | 48/128 KiB a                | ?                              |
| RAM, verfügbar b       | 27 KiB                 | 24 KiB                 | 24 KiB                    | 24 KiB              | 24 KiB                    | 21 KiB                      | 154 KiB                        |
| Flash ROM, gesamt      | 512 KiB                | 512 KiB                | 2048 KiB                  | 1024 KiB            | 2048 KiB                  | 4096 KiB                    | ?                              |
| Flash ROM, verfügbar b | –                      | 160 KiB                | 1500 KiB                  | 480 KiB             | 1500 KiB                  | 3500 KiB                    | 3000 KiB                       |
| Bildschirmtyp          | monochrom              | monochrom              | monochrom                 | monochrom           | monochrom                 | 65.536 Farben               | 65.536 Farben                  |
| Bildschirmauflösung    | 96 × 64 Pixel          | 96 × 64 Pixel          | 96 × 64 Pixel             | 96 × 64 Pixel       | 96 × 64 Pixel             | 320 × 240 Pixel             | 320 × 240 Pixel                |
| Stromversorgung        | 4 × Micro-Batterie     | 4 × Micro-Batterie     | 4 × Micro-Batterie        | 4 × Micro-Batterie  | 4 × Micro-Batterie        | Li-Ion-Akku                 | Li-Ion-Akku                    |
| Stromversorgung        | 1 × CR1620 oder CR2020 | 1 × CR1620 oder CR2020 | 1 × CR1620 oder CR2020    | 1 × SR44 Knopfzelle | 1 × SR44 Knopfzelle       | –                           | –                              |
| Erstveröffentlichung   | 1996                   | 1999                   | 2001                      | 2004                | 2005                      | 2013                        | 2016                           |

Der TI-84-Plus kann per Mini-USB an einen Computer oder anderen TI-84 Plus / Plus Silver Edition angeschlossen werden, die 2,5-mm-Klinkensteckerbuchse existiert zur Verbindung mit einem TI-83 (Plus) oder TI-82 (Stats).
Die sogenannte Lehrerversion des TI-84 Plus Silver Edition hat oben noch einen breiten Stecker zum Anschließen einer ViewScreen genannten transparenten Flüssigkristallauflage zur Projektion des Bildschirminhalts mittels Tageslichtprojektor.
Die aktuelle Version des Betriebssystems des TI-84 Plus ist 2.55MP.

## Programmieren
Der TI-84 kann sowohl mittels TI-Basic als auch mit Z80-Opcodes programmiert werden. Dies geschieht dadurch, dass ein TI-Basic-Programm des Typs "AsmPrgm" erstellt wird, das die hexadezimal codierten Opcodes als Zeichenkette enthält:
```
 : AsmPrgm

 : "Programmcode in Hexadezimal"

```

Der Programmierer muss also den gesamten Befehlssatz vorrätig haben oder auswendig können. Eine Gefahr besteht darin, dass ein falscher Befehl den TI unbrauchbar machen kann (Überschreiben von Speicher) und auch, dass ein falscher Befehl den TI-84 Plus sofort auf Werkszustand zurücksetzt, wodurch das Programm verlorengeht. Mit AsmComp() können Assembler-Programme "kompiliert" und mit Asm() ausgeführt werden.

## Weiterentwicklungen
- TI-84 Plus Silver Edition bietet mehr Speicher für Nutzerdaten (1,5 MiB).
- Eine erweiterte Software-Emulation für Windows und Mac ist SmartView für TI-84 Plus.
- TI-Nspire mit Clickpad kann mittels einer zusätzlichen austauschbaren Tastatur einen TI-84 Plus Silver Edition emulieren.
- TI-84 Plus C Silver Edition als Variante mit 65.000-Farben-Anzeige[4] und Hintergrundbeleuchtung sowie proprietärem Lithium-Polymer-Akku.